# (8182) Akita
(8182) Akita (1992 TX) – planetoida z pasa głównego asteroid okrążająca Słońce w ciągu 4,89 lat w średniej odległości 2,88 au. Odkryta 1 października 1992 roku.